# Мемфіс (Єгипет)
Ме́мфіс — столиця Стародавнього Єгипту в епоху Стародавнього царства.
Місто було розташоване 19 км південніше сучасного Каїра. Поблизу руїн Мемфіса знаходиться сучасне місто Хелуан.

## Історія
Спочатку місто називалося Інебу-хедж — «Білі стіни».
Уперше назва «Мемфіс» з'явилось у літописах лише до XXIII ст. до н. е., вона походить від назви Меннефер Пепі, погребального комплексу фараона VI династії Пепі I. В Єгипті Мемфіс був відомий також під назвою Анх Тауі («Життя двох земель») або Іті Тауі («Об'єднувані дві землі»), що підкреслювало його стратегічне положення на межі між Верхнім та Нижнім Єгиптом.
За словами Геродота, місто було побудовано царем Міном. У грецькій міфології Мемфіс названо на честь цариці Мемфіс, жінки Єпафоса (сина Зевса та Іо), що нібито заснував місто. Єгипетський історик Манефон (IV–III ст. до н. е.) називав місто Хет-Ка-Птах («Дім душі Птаха»), що грецькою промовлялось як Aίγυπτoς (Айгюптос). Звідси походить сама антична та сучасна назва Єгипту.
Кілька тисячоліть Мемфіс був культурним, адміністративним і торговим центром, що притягував торговців і паломників з Африки та Азії. Лише з появою Александрії Мемфіс занепав. Поступово місто руйнувалося. До нашого часу місто дійшло повністю покрите мулом. Цілих будівель практично не залишилось. Нині Мемфіс — це музей просто неба. Досі тривають розкопки, однак вони ускладнюються високим рівнем підземних вод і тим, що руїни колишньої столиці лежать під приватними володіннями, засаджені пальмовими дібровами.
У 1979 некрополь Мемфіса — Саккара, Дахшур, Гіза — внесено ЮНЕСКО в список об'єктів Всесвітньої спадщини.

## Написання назви міста
| O7 | X1 · O1 | D28 · Z1 | Q3 · X1 | V28 | A40 |

| O7 | X1 · O1 | D28 · Z1 | Q3 · X1 | V28 | A40 |

| Y5 · N35 | F35 | O24 |

| Y5 · N35 | F35 | O24 |

| O36 | T3 |

| O36 | T3 |

## Галерея

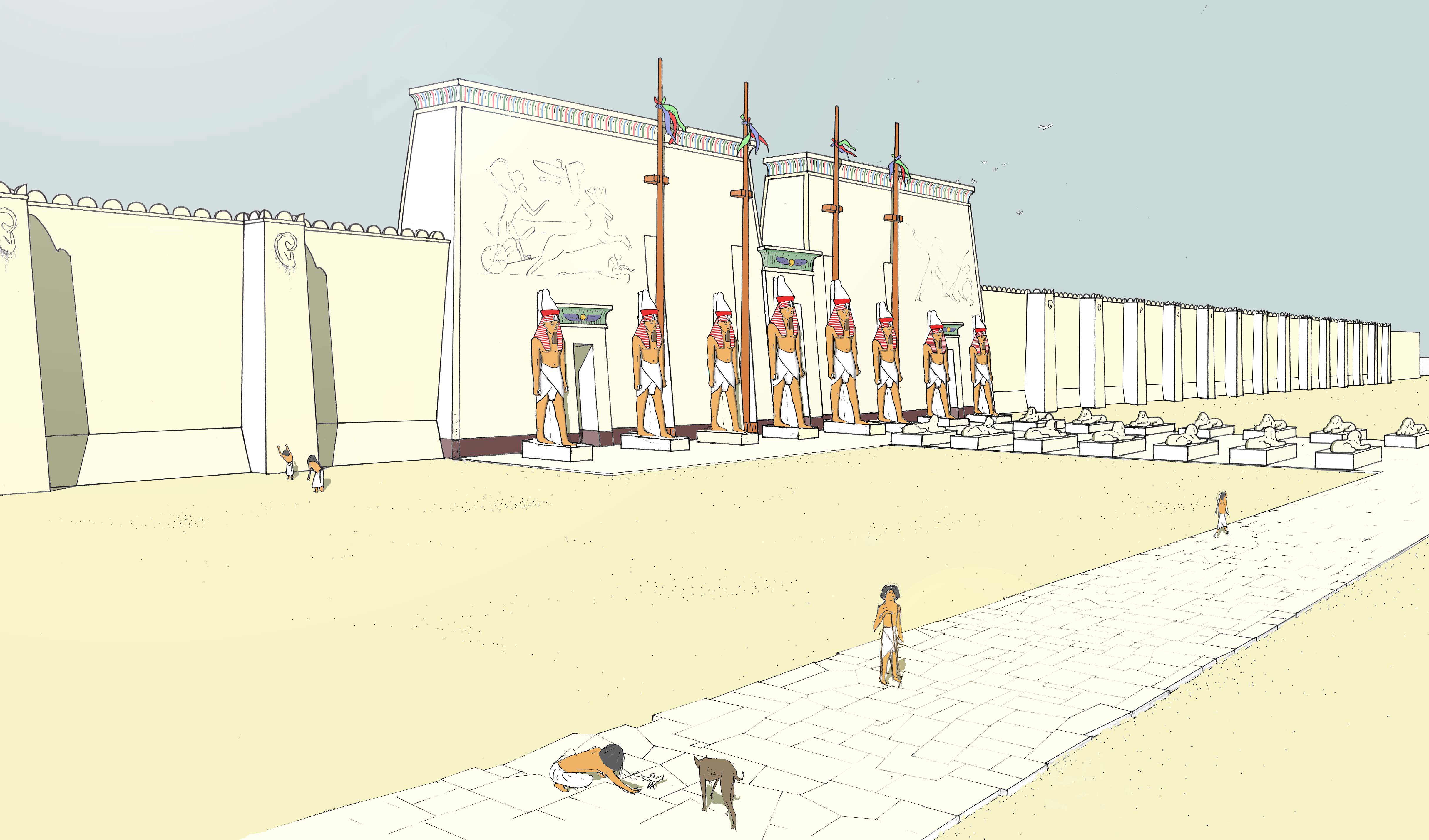
Храм бога Пта, реконструкція
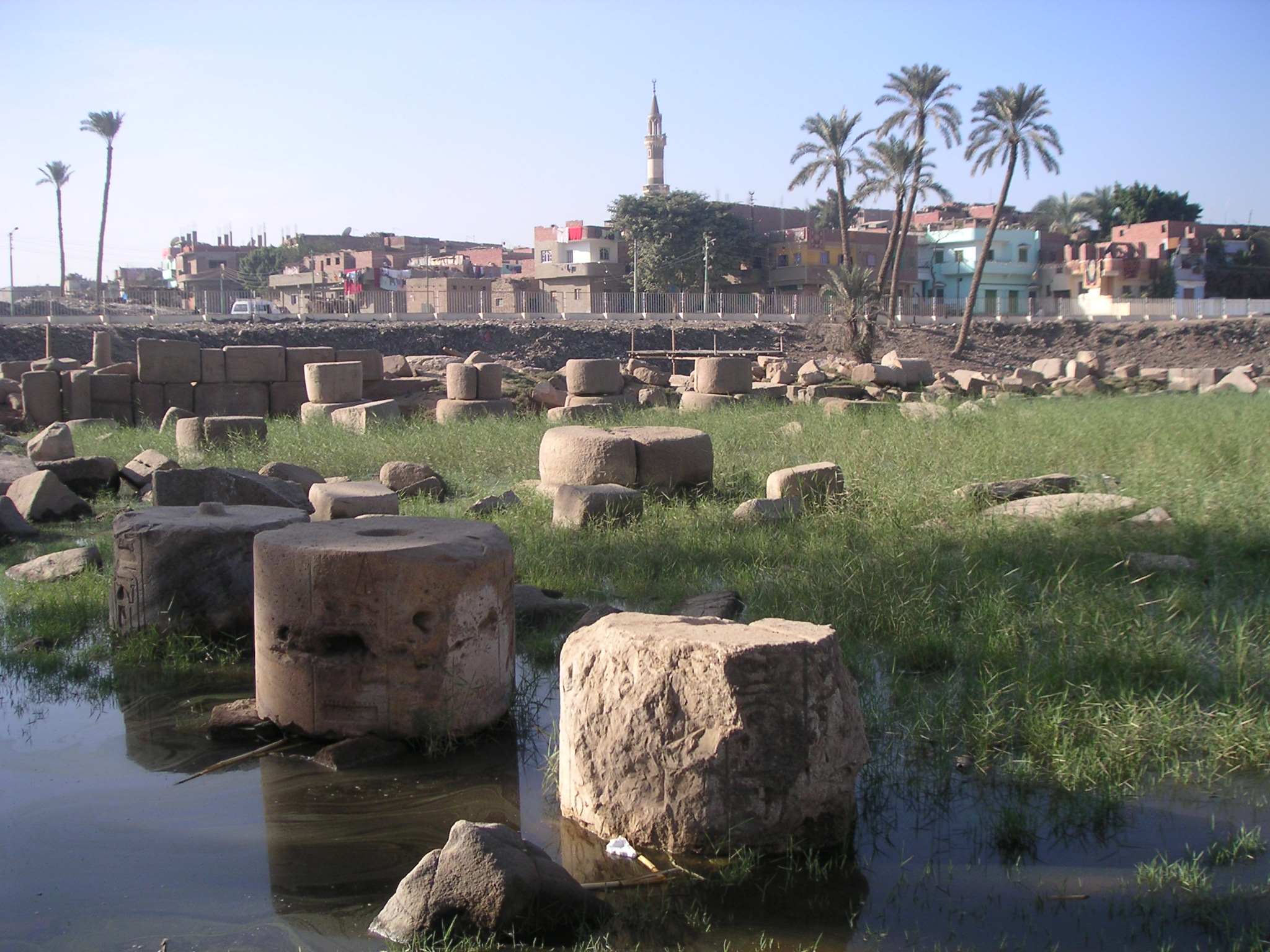
Руїни колонної зали Рамзеса II
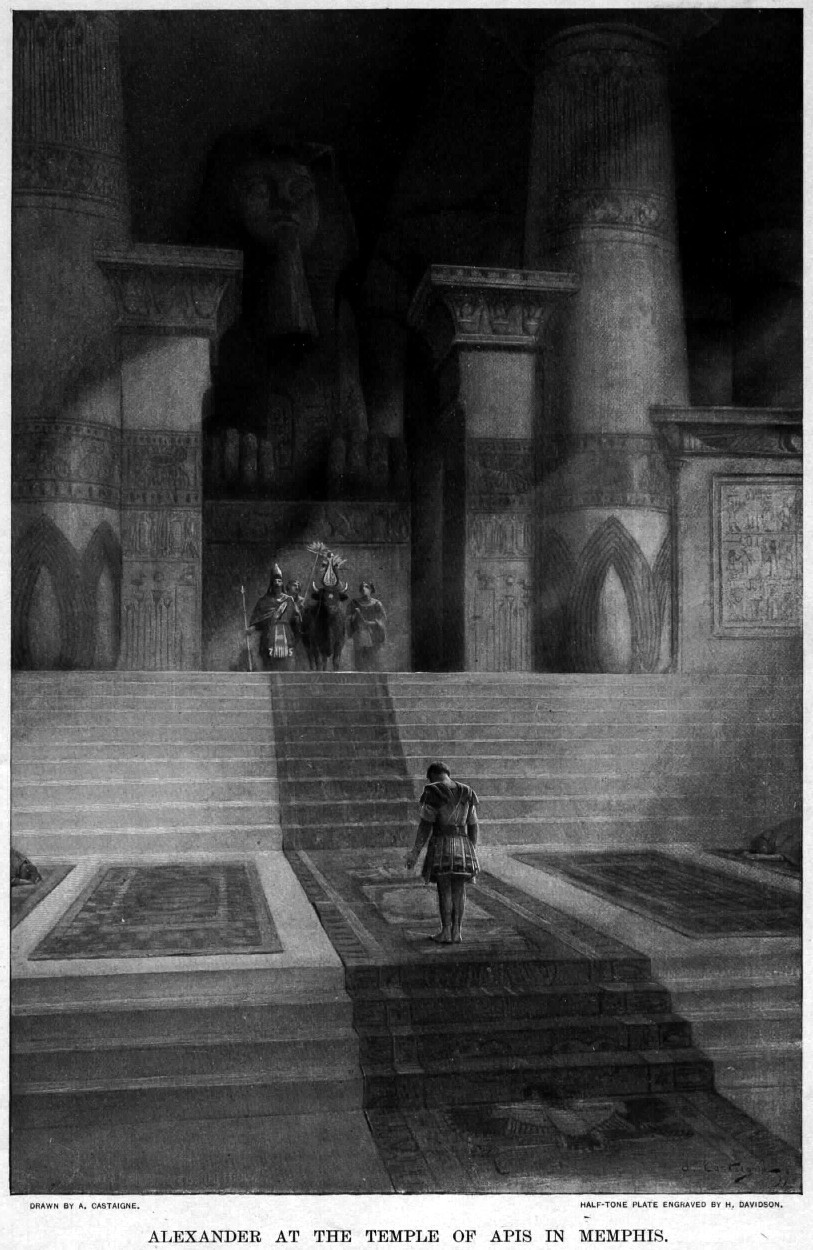
Олександр Великий відвідує священого бика Апіса
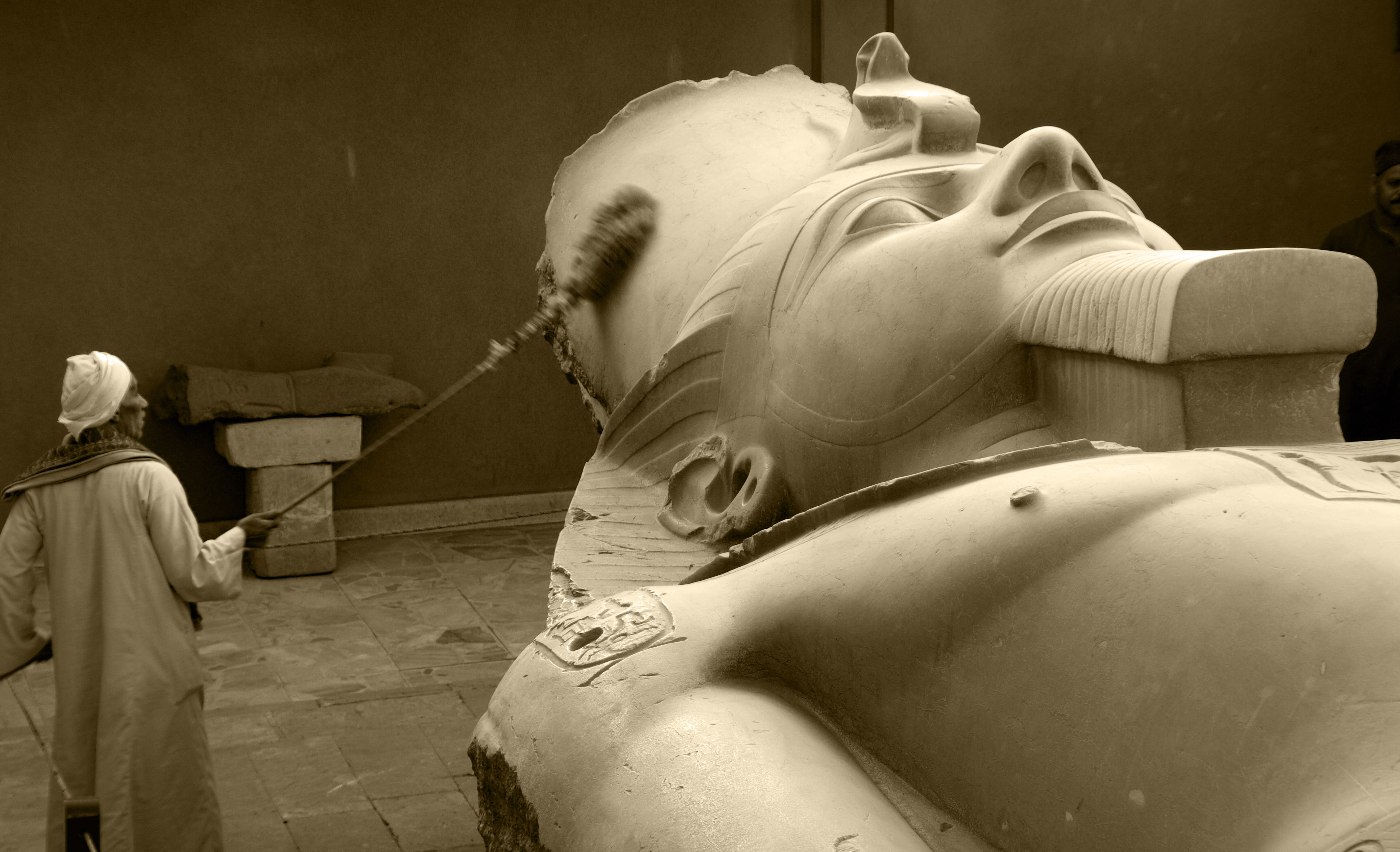
Музейний працівник чистить колос Рамзеса II
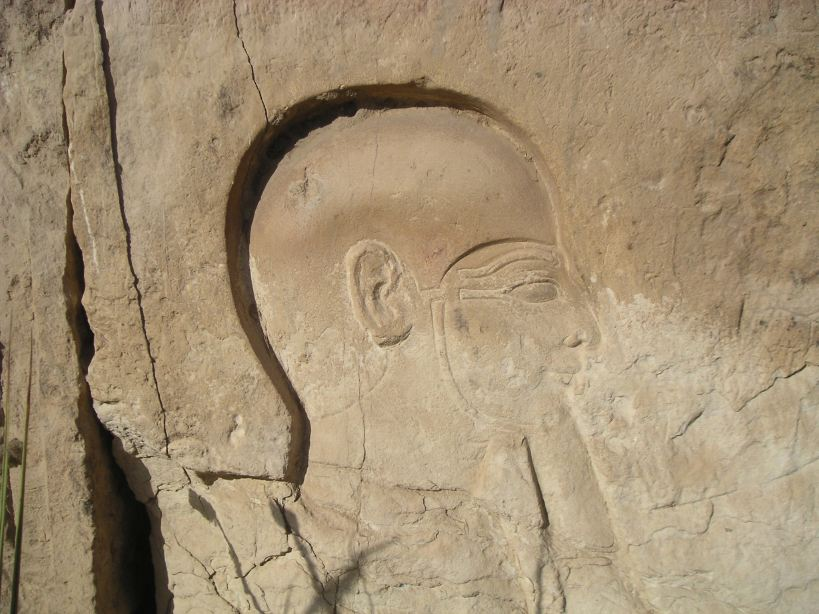
Зображення бога Птаха на стінах храму Хатор
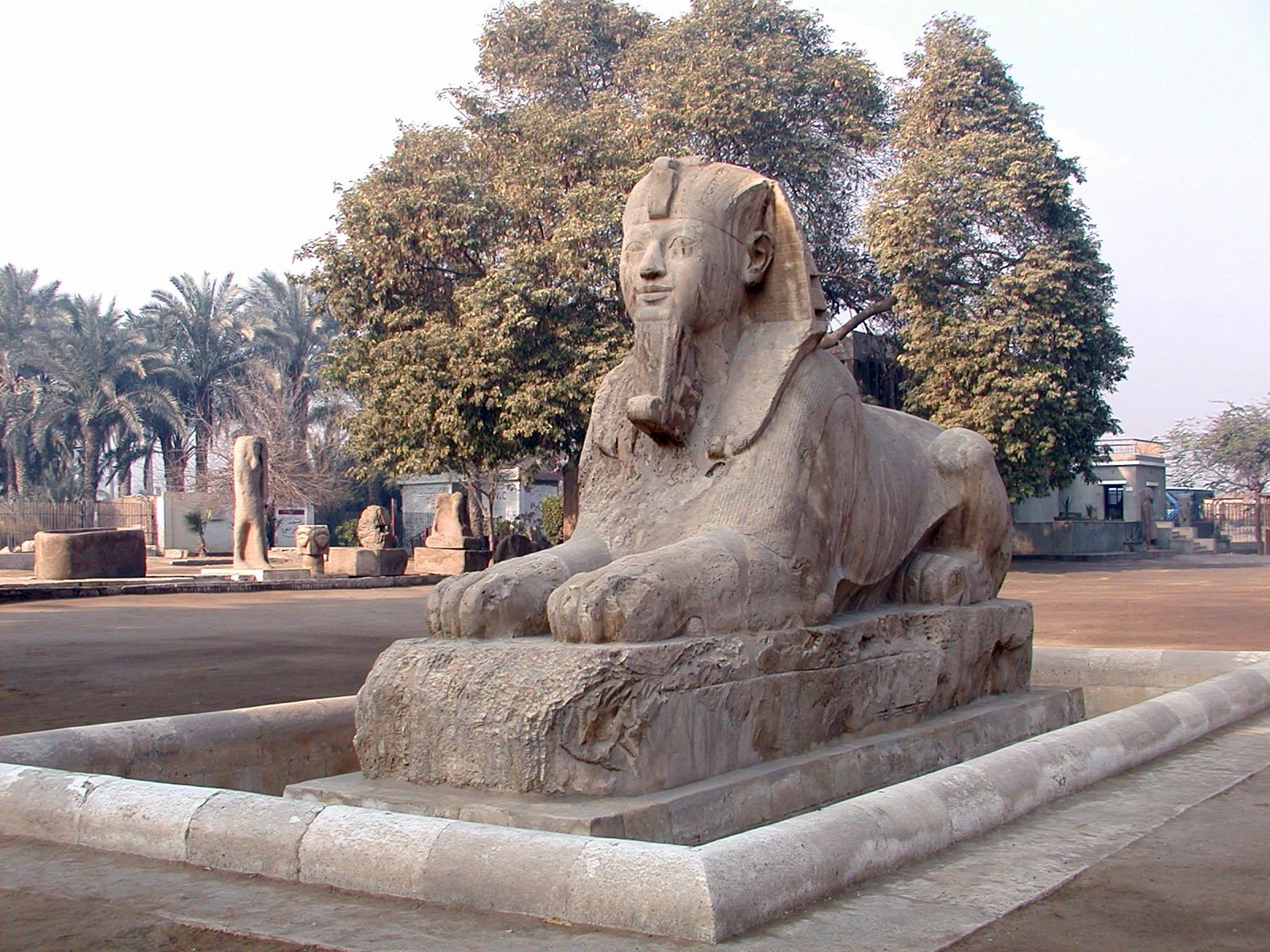
Алібастровий сфінкс, знайдений біля храму Птаха
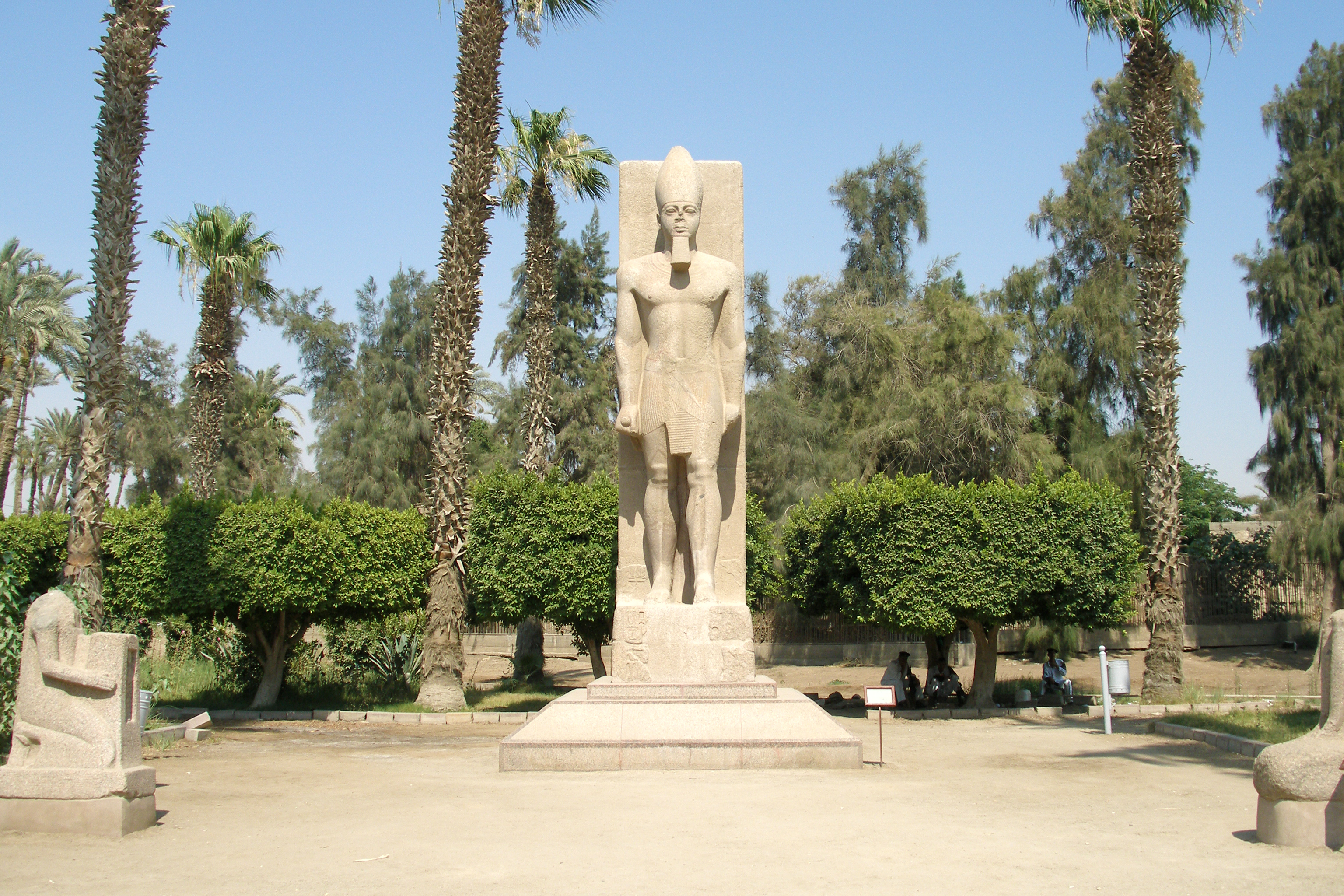
Статуя Рамзеса II
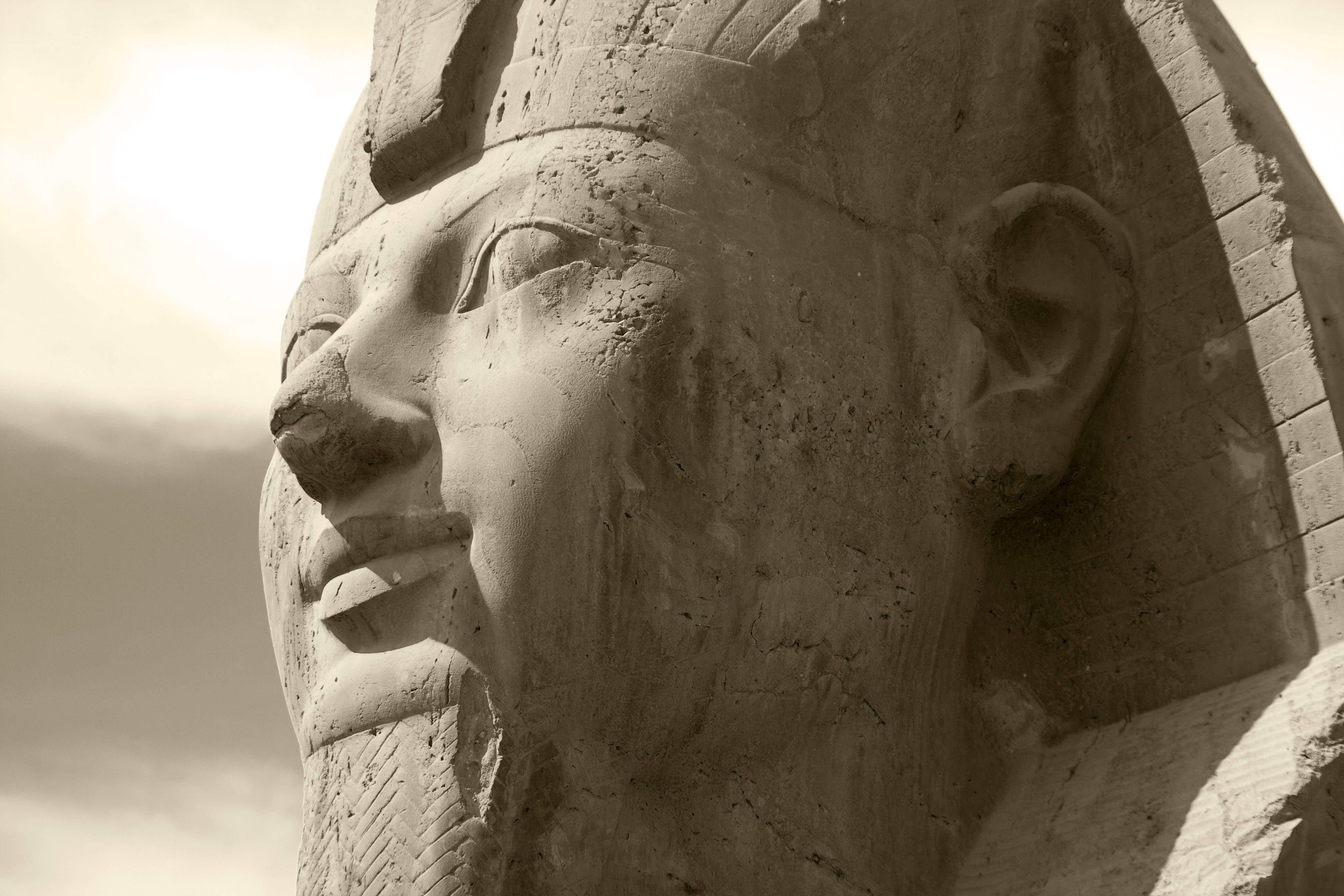
Сфінкс біля храму Птаха
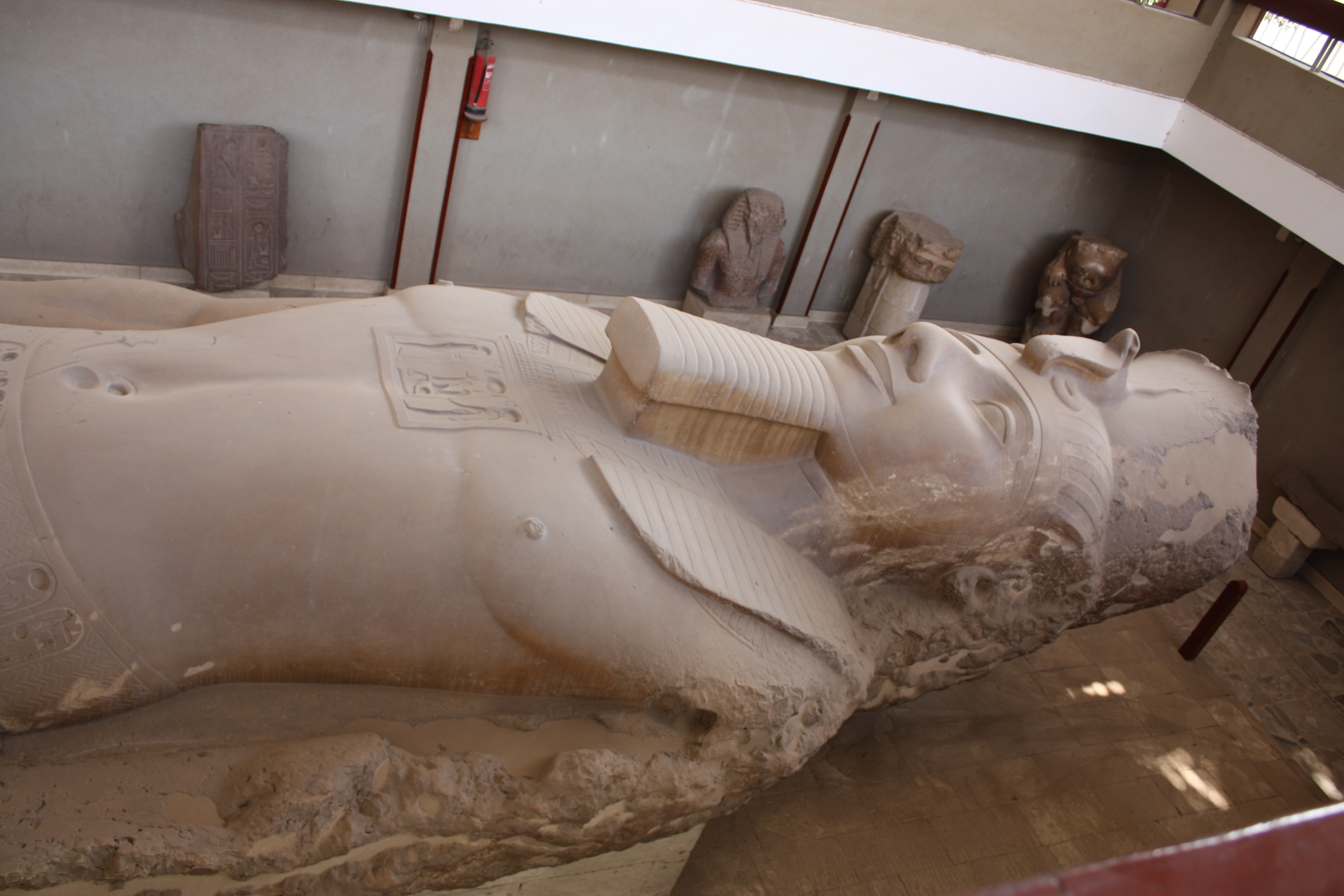
Колос Рамзеса II
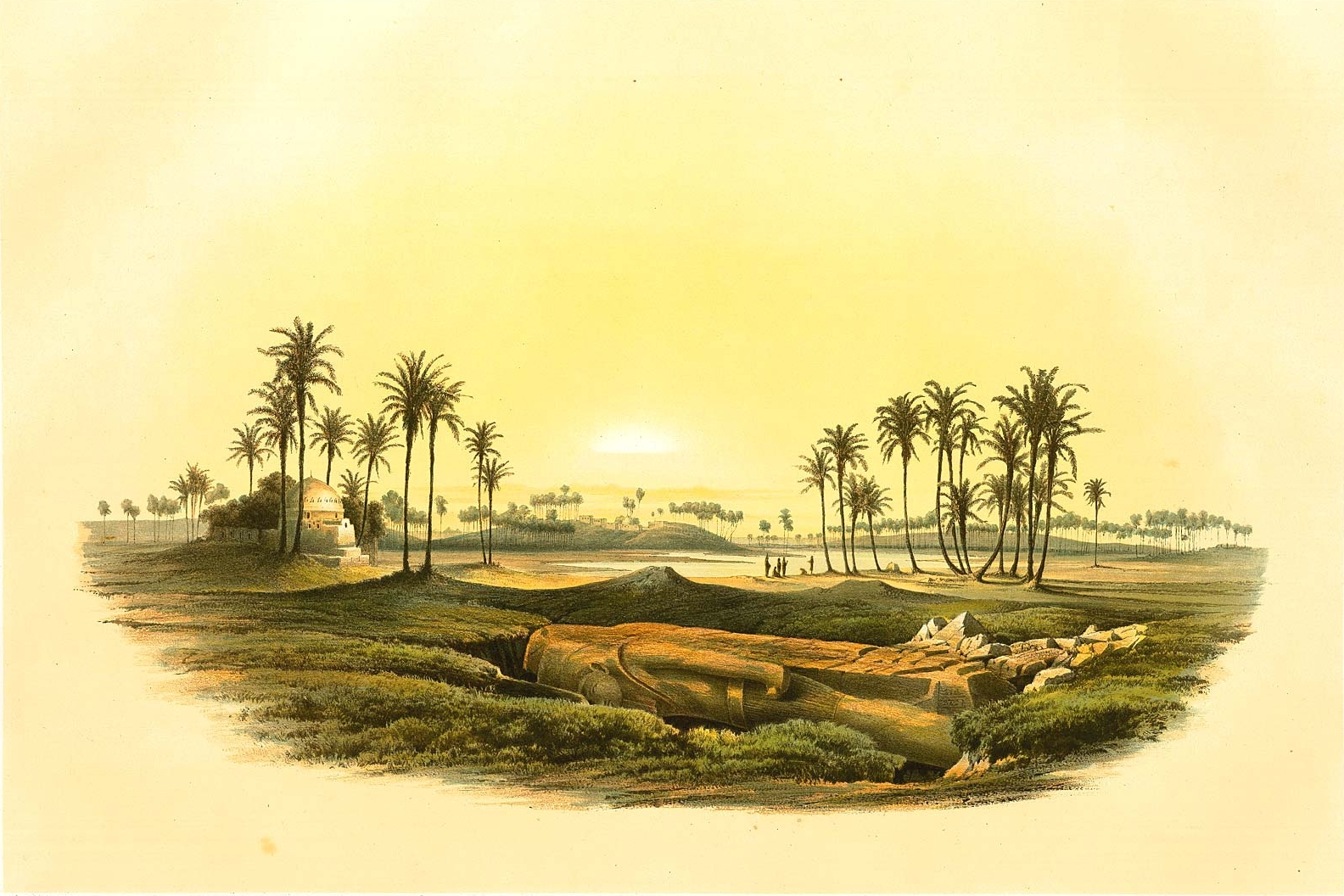
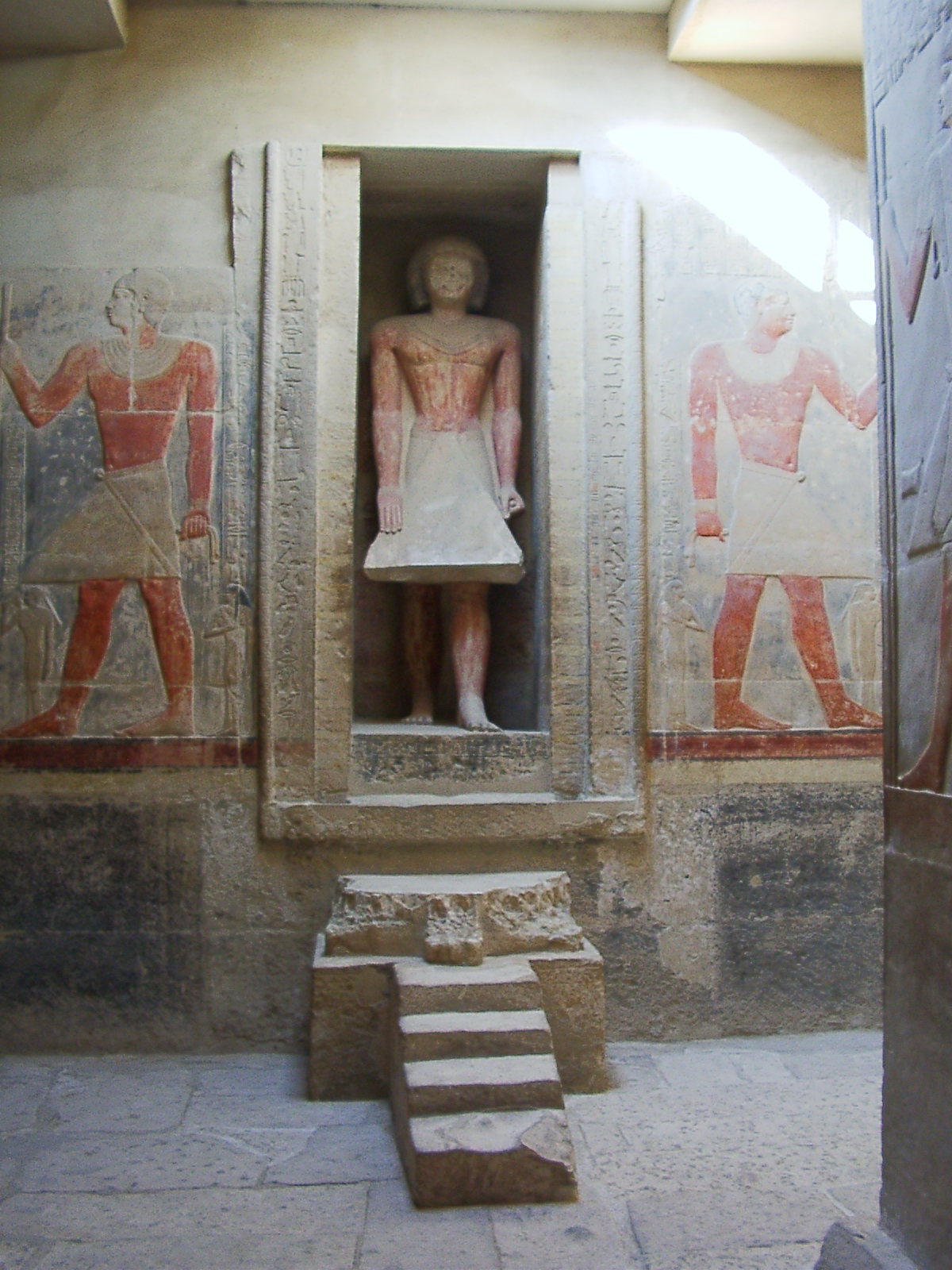
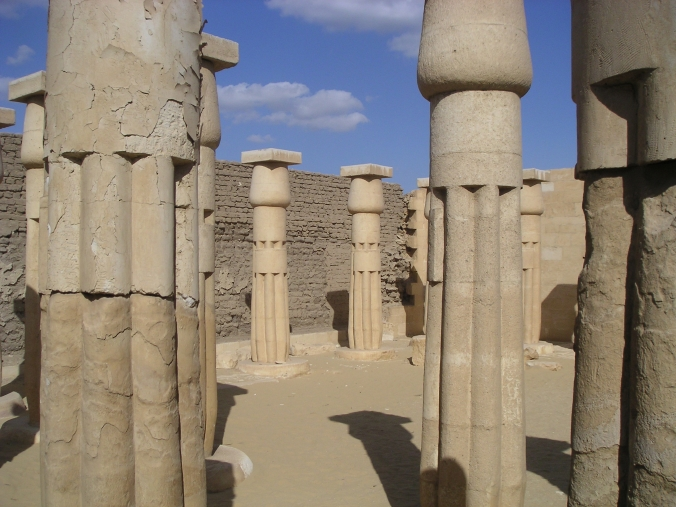
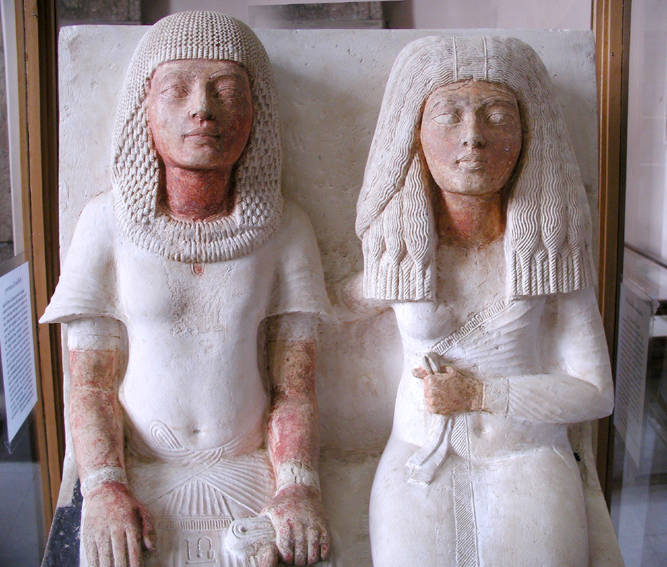
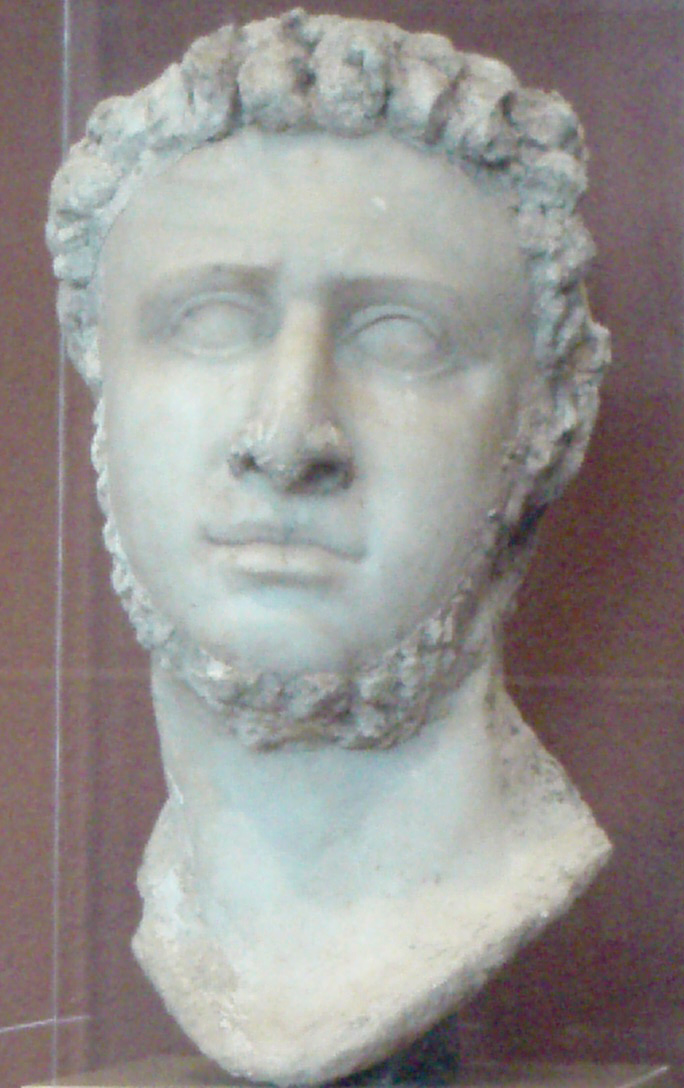
Птолемей IX
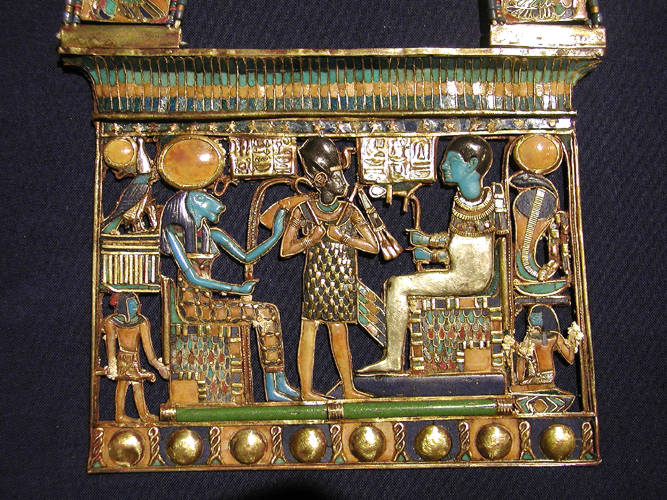
Підвіска Тутанхамона
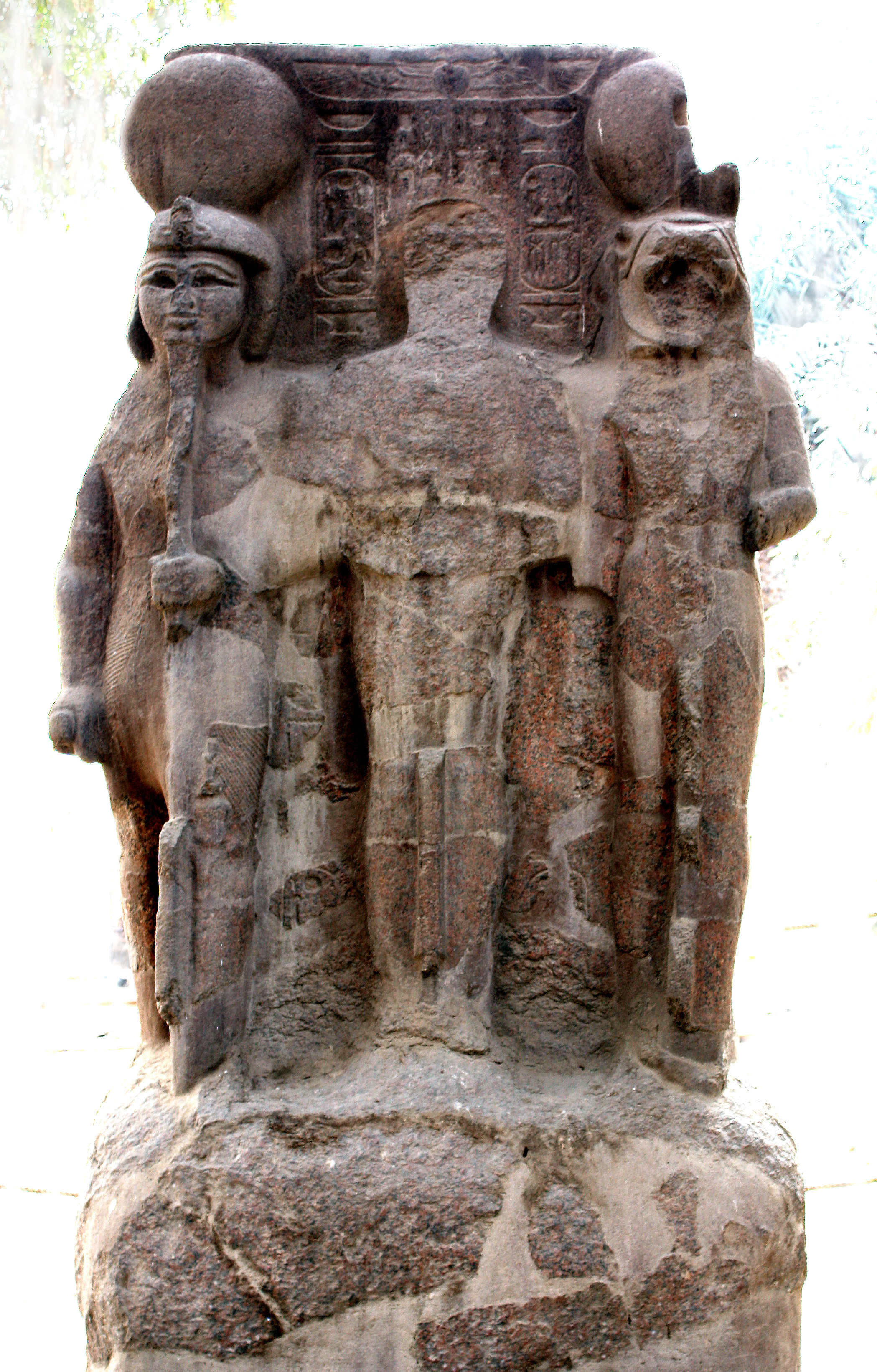
Мемфіська тріада
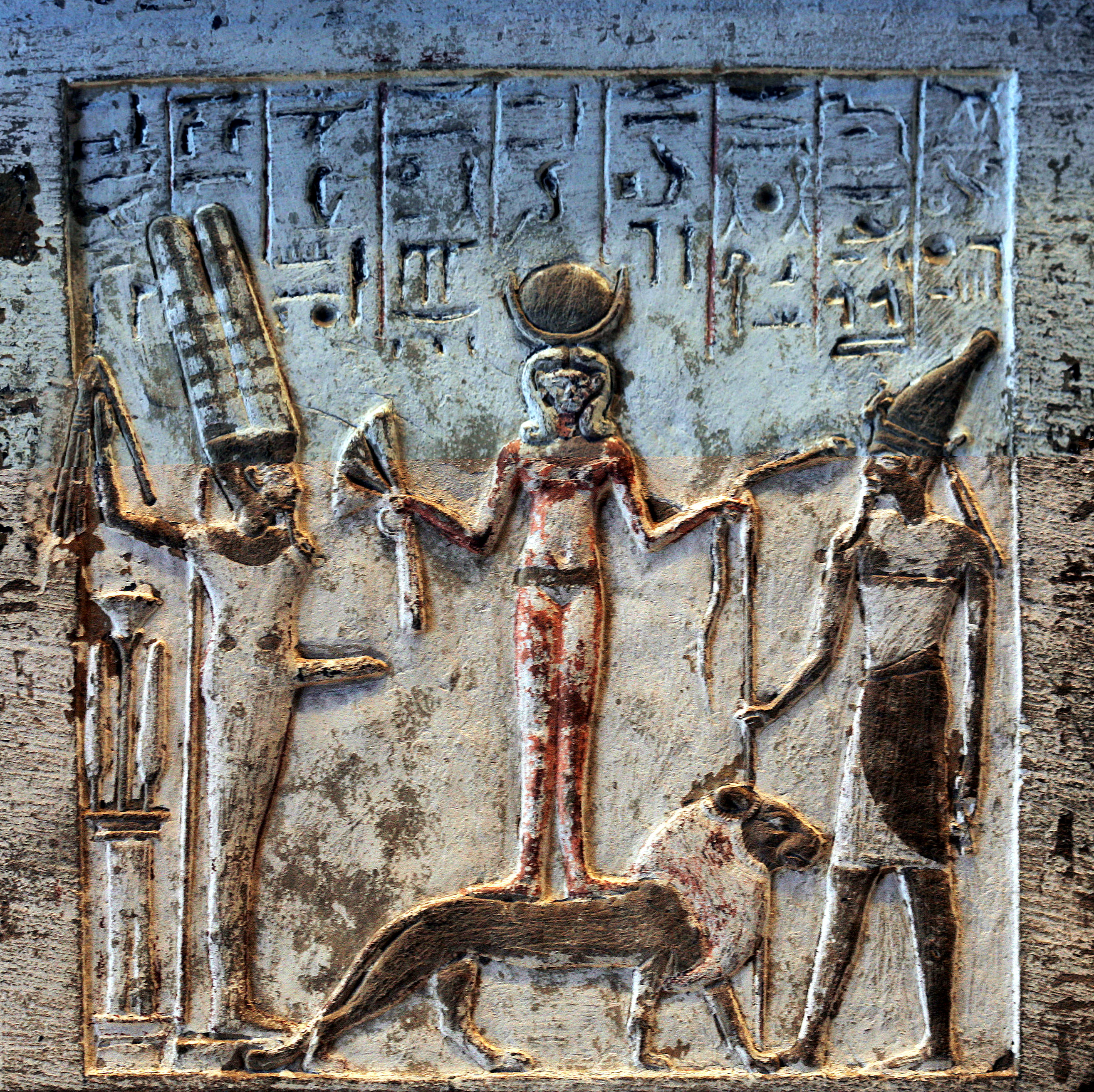
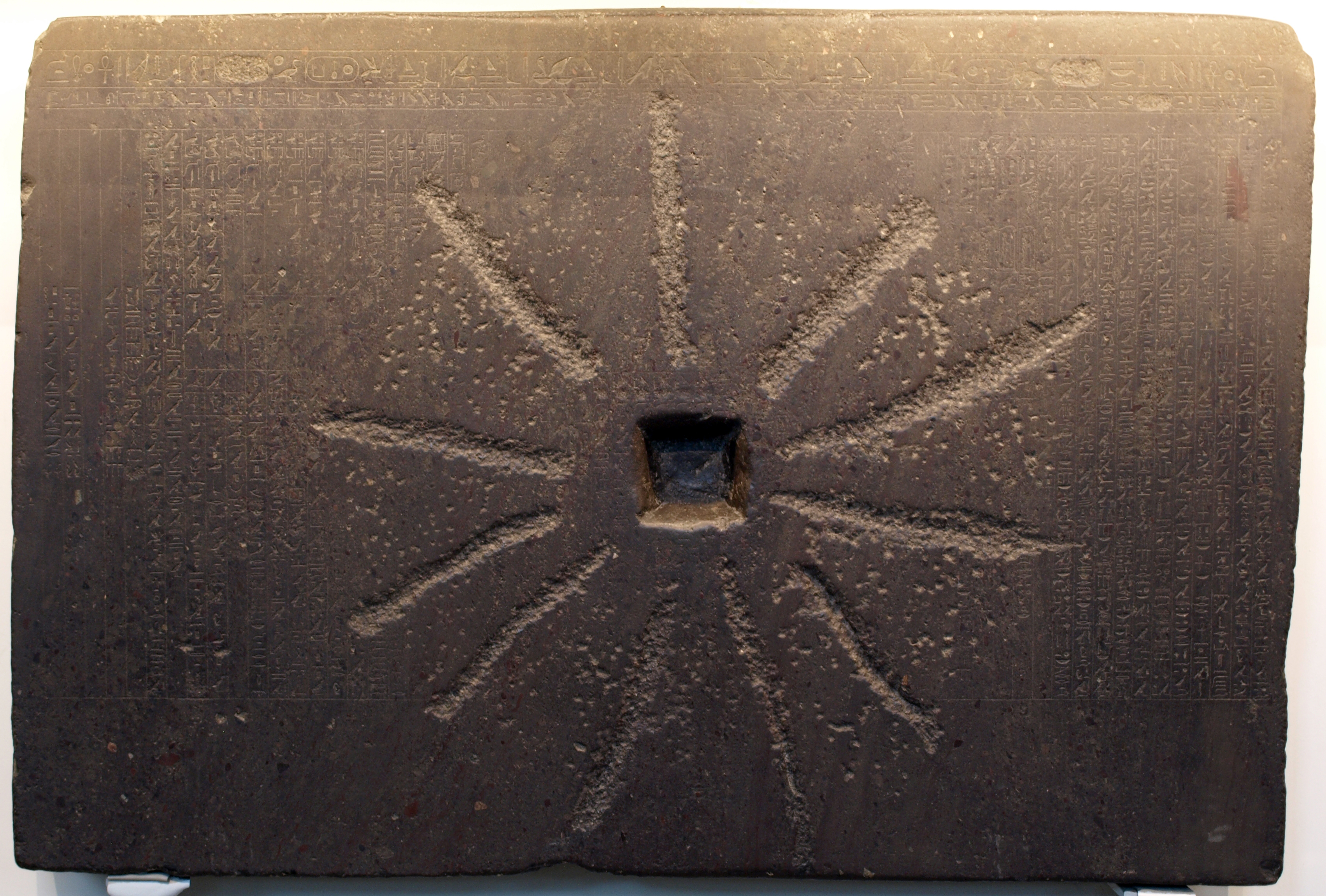
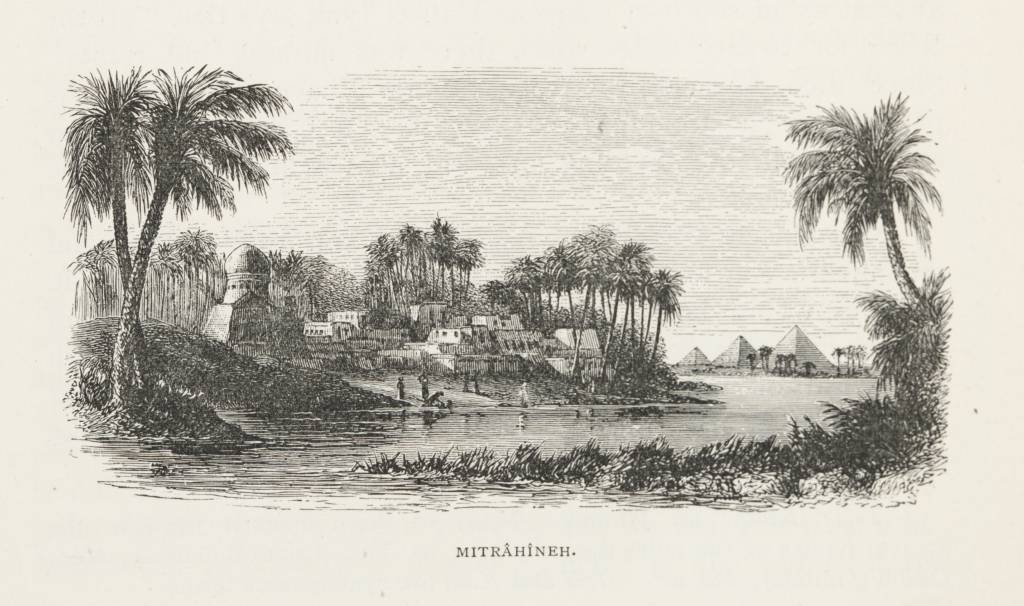
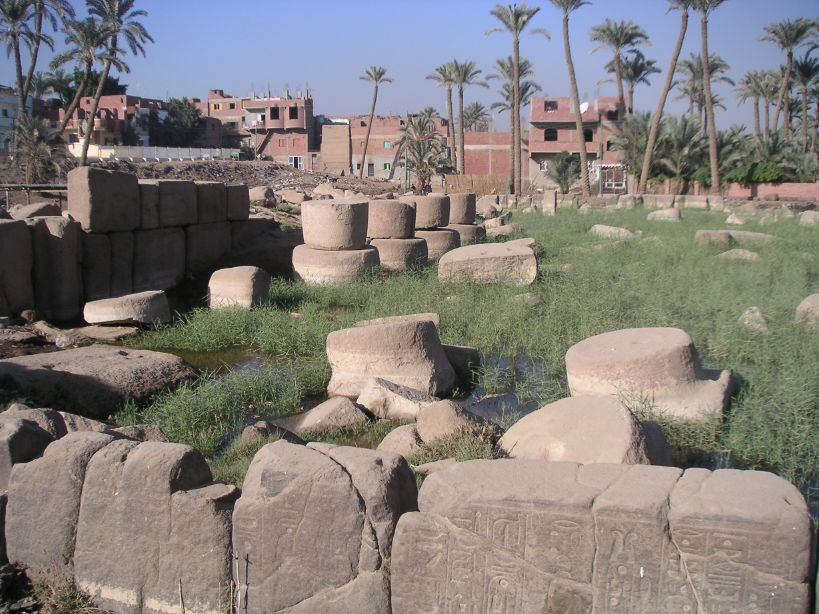
Зала Рамзеса II
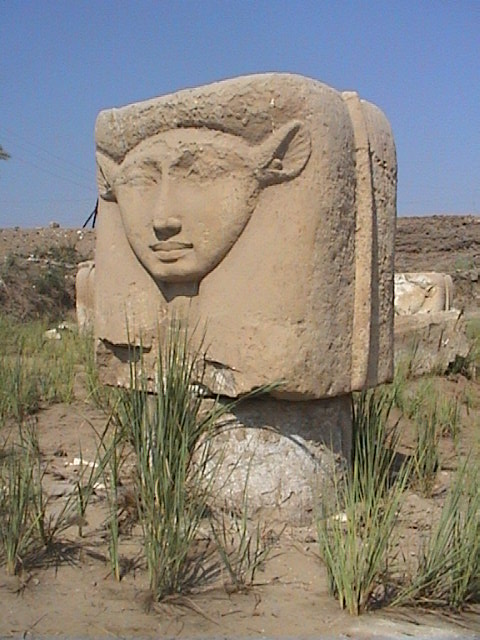
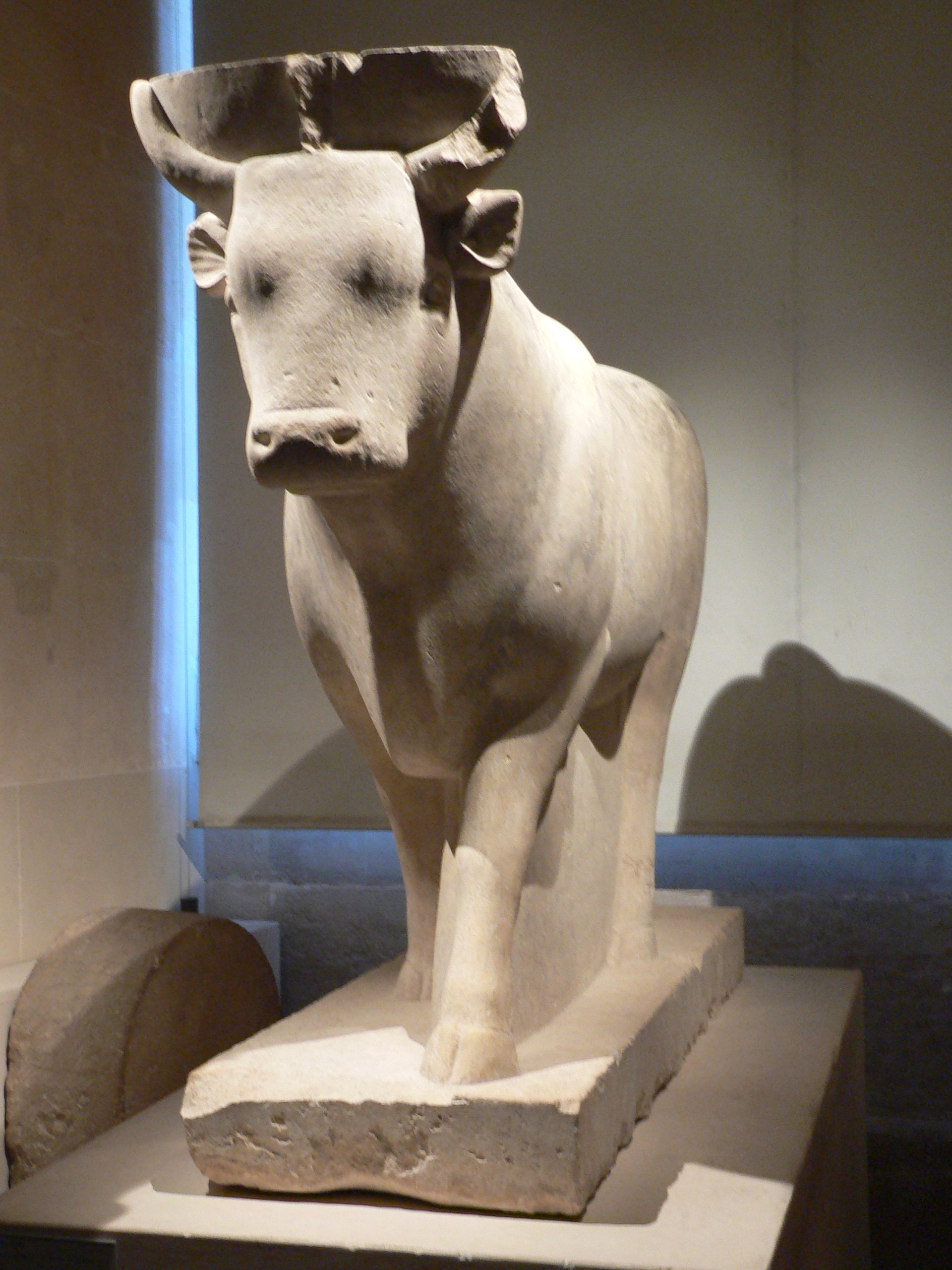
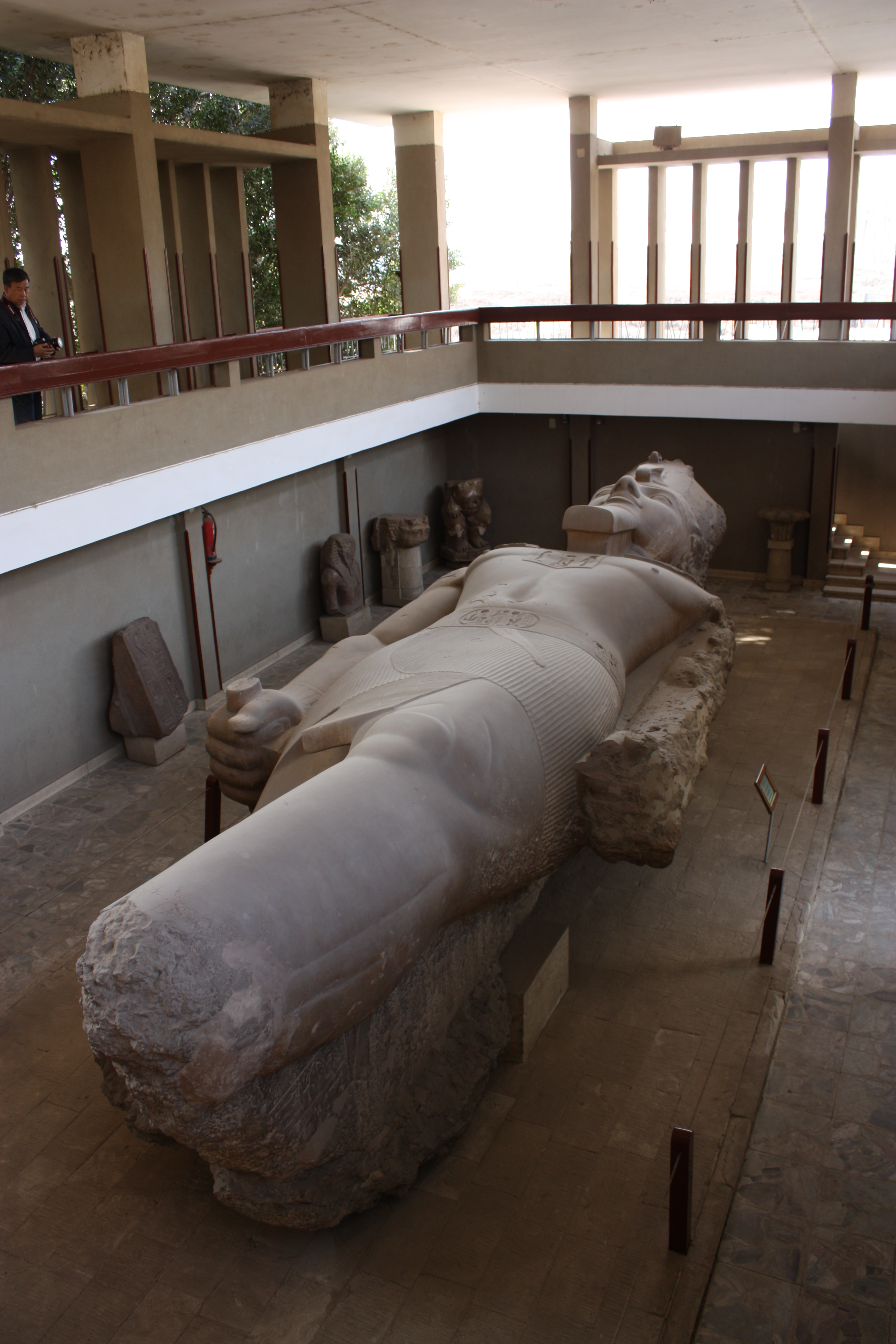
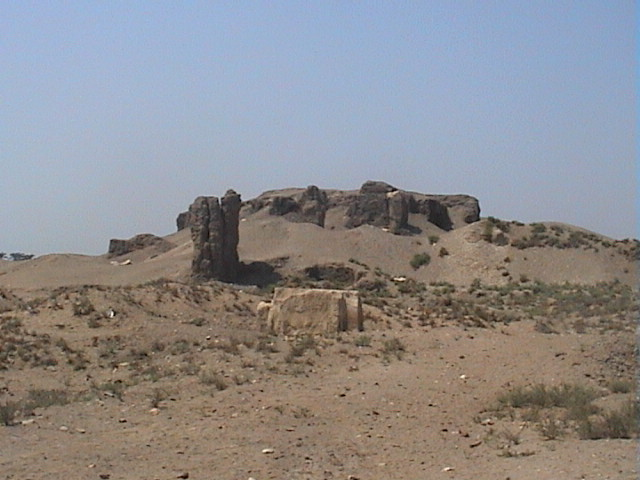
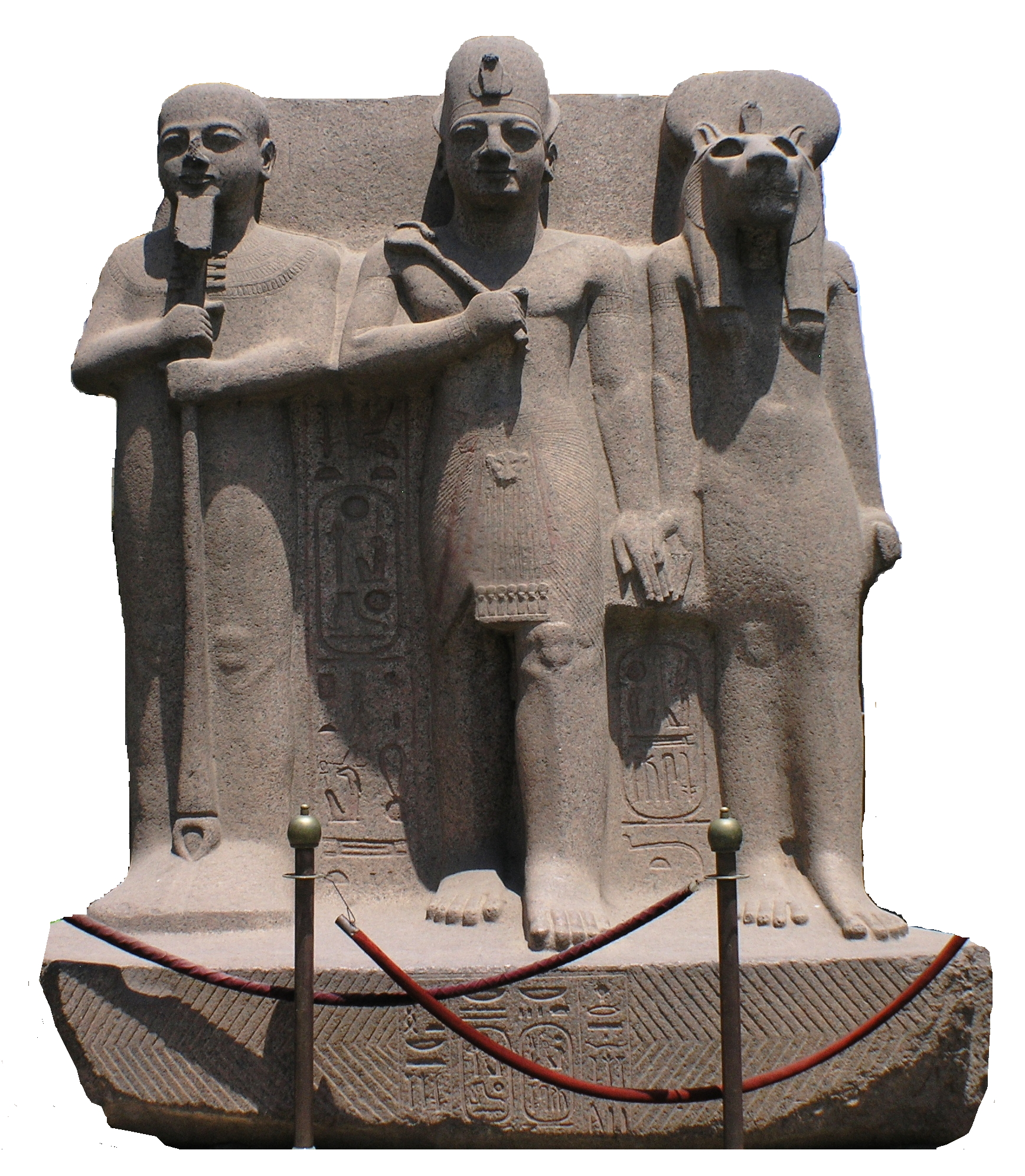
Тріада Рамзес-Птах-Сехмет
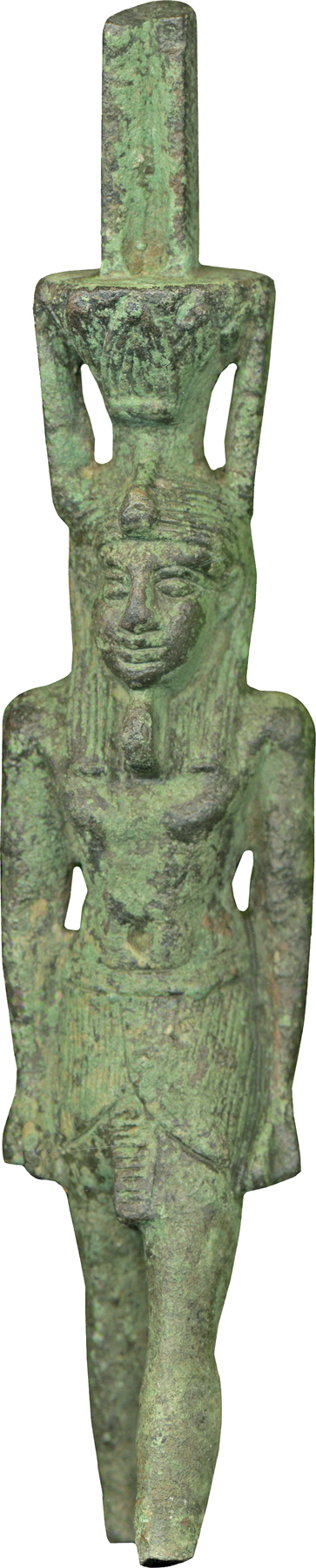
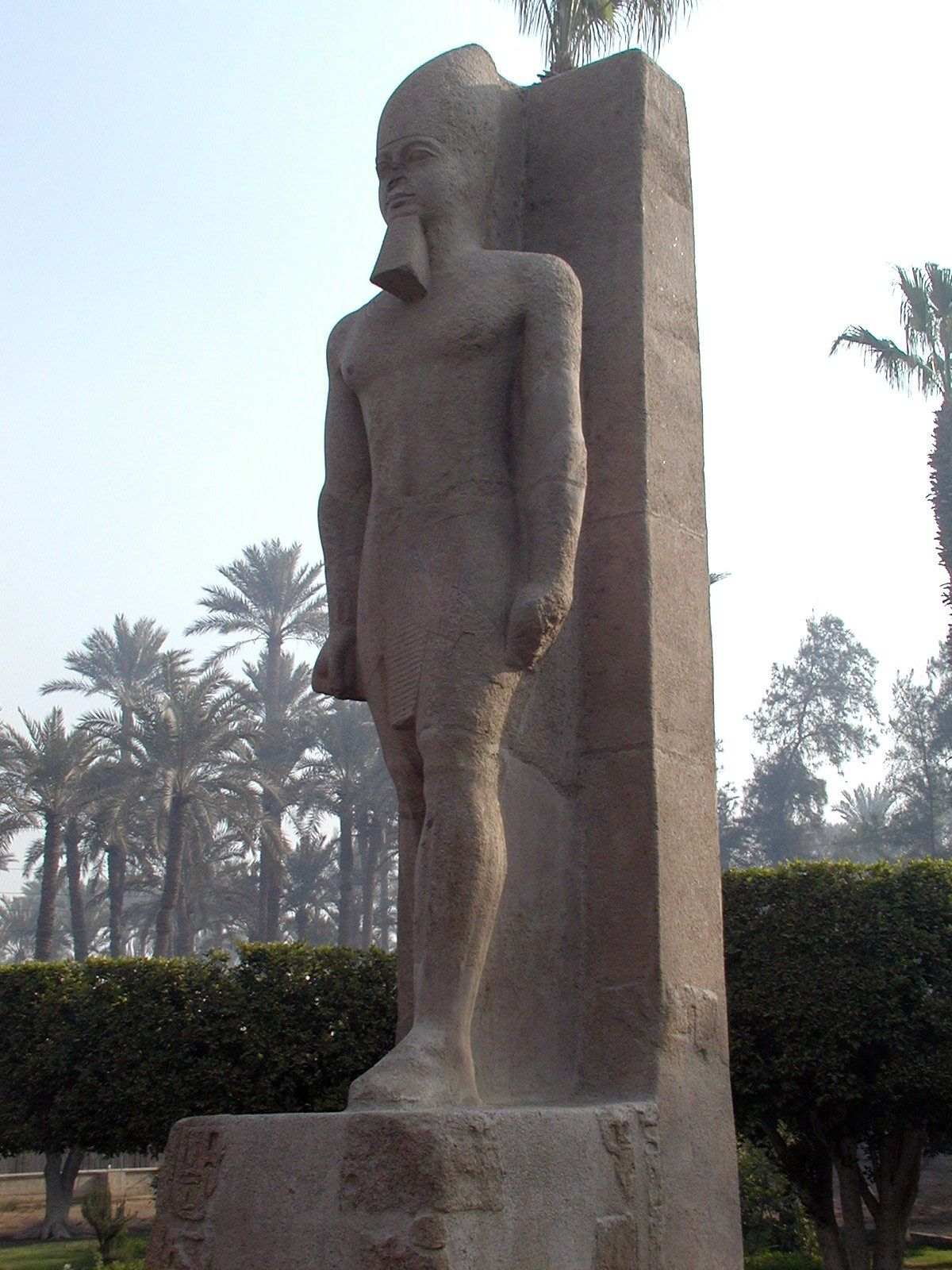
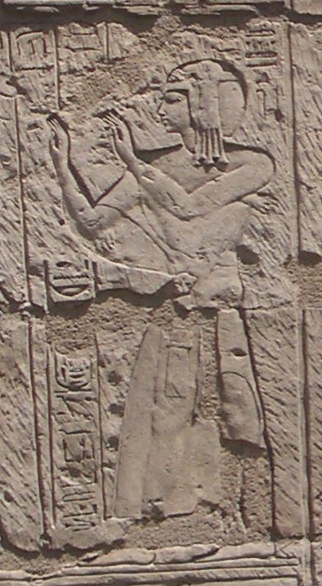
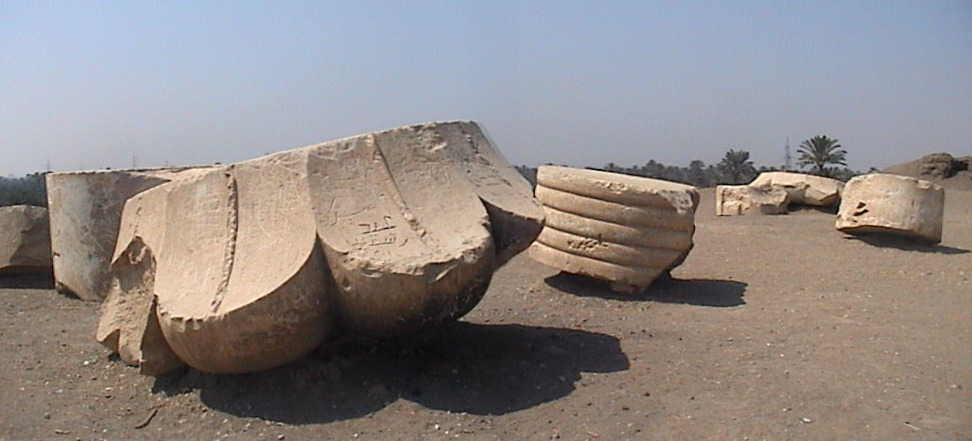
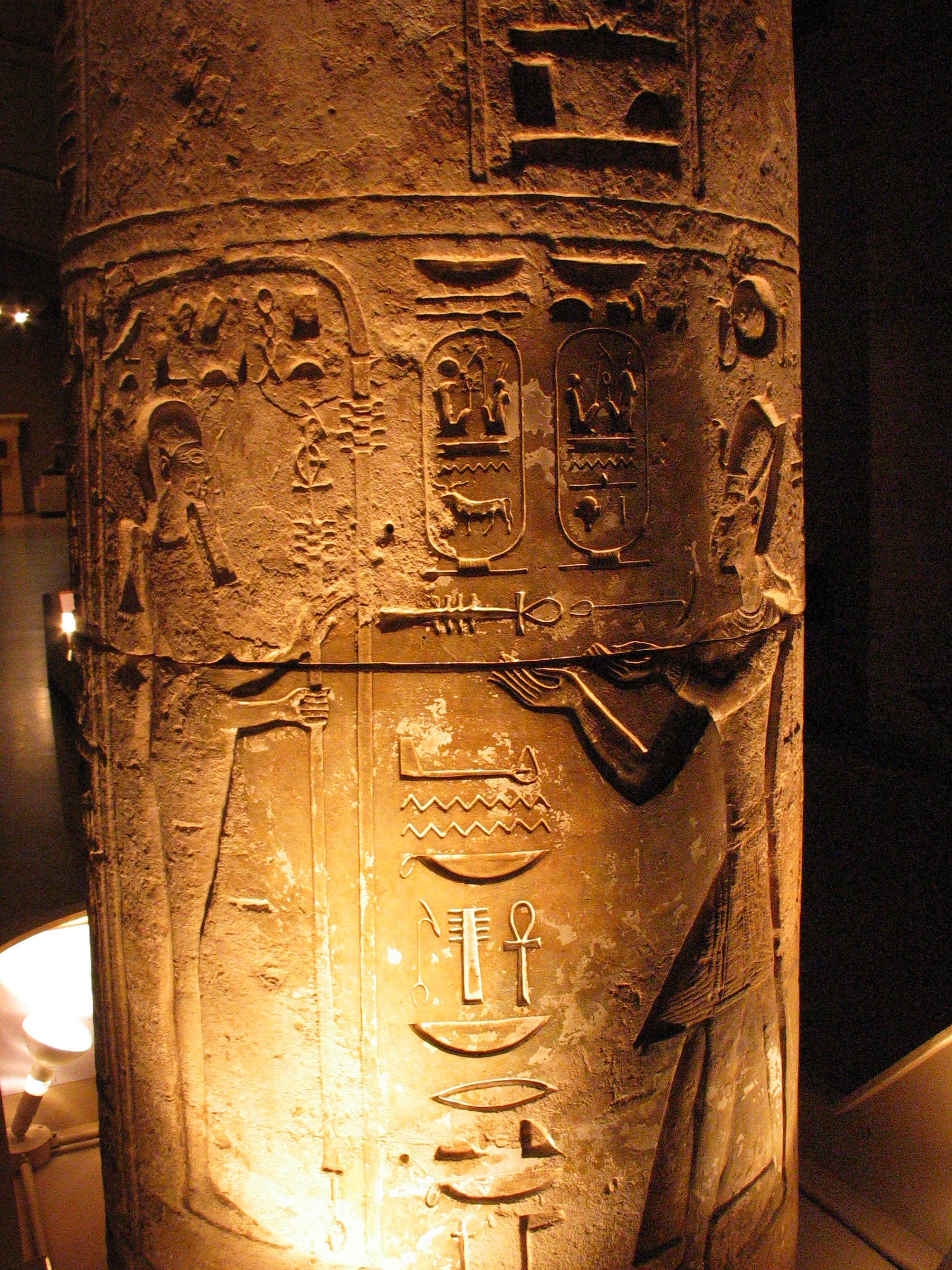
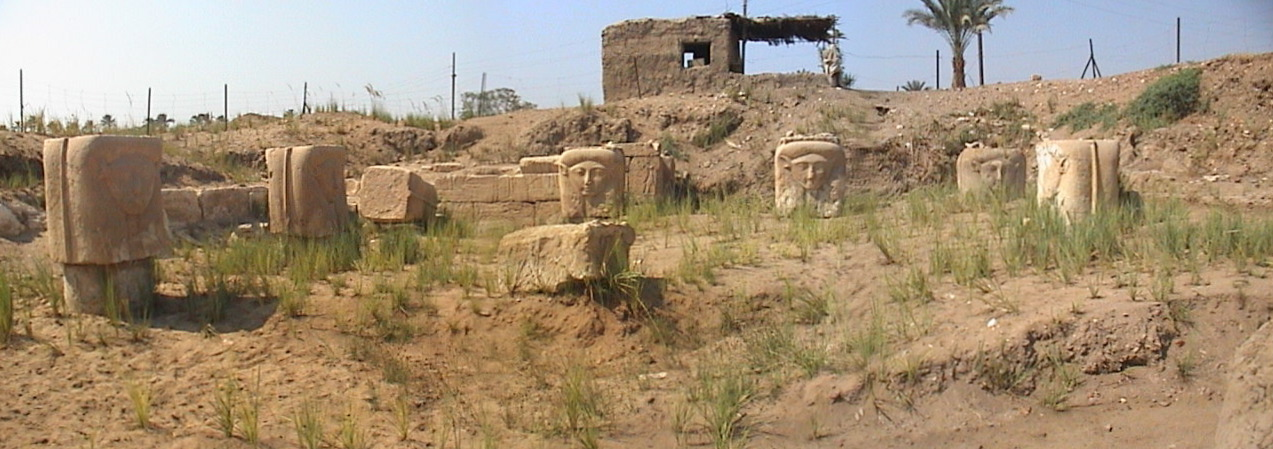
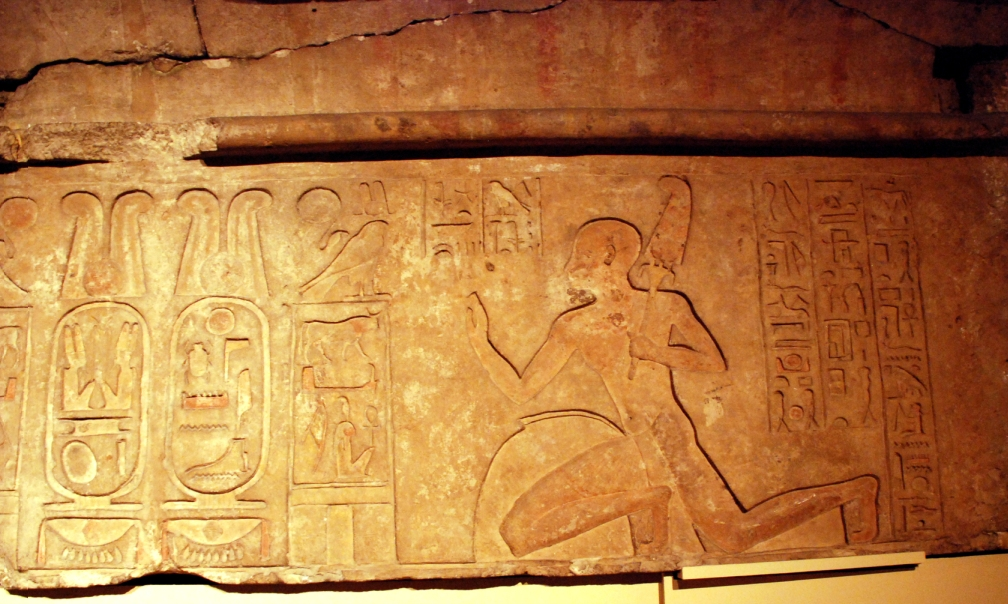
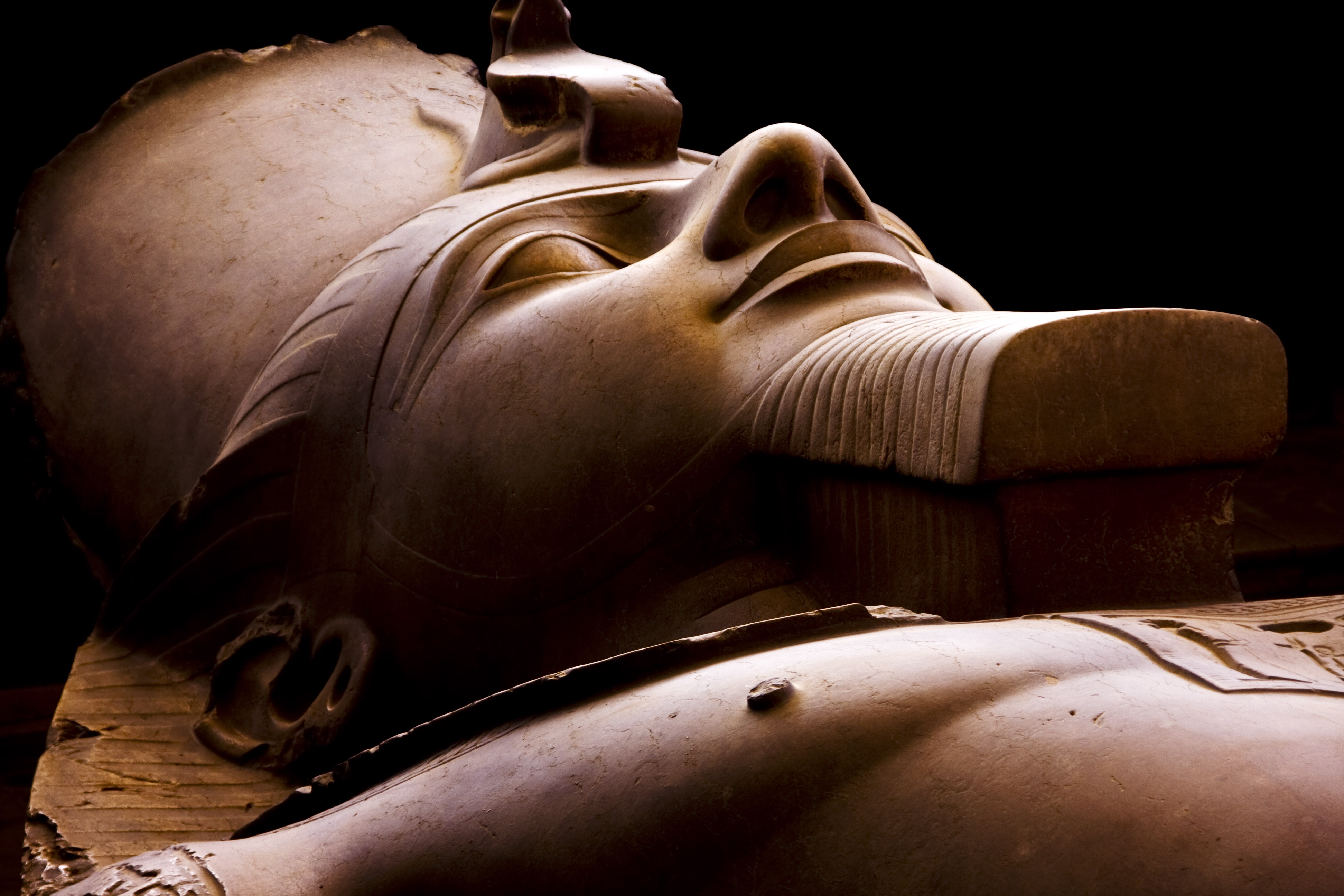
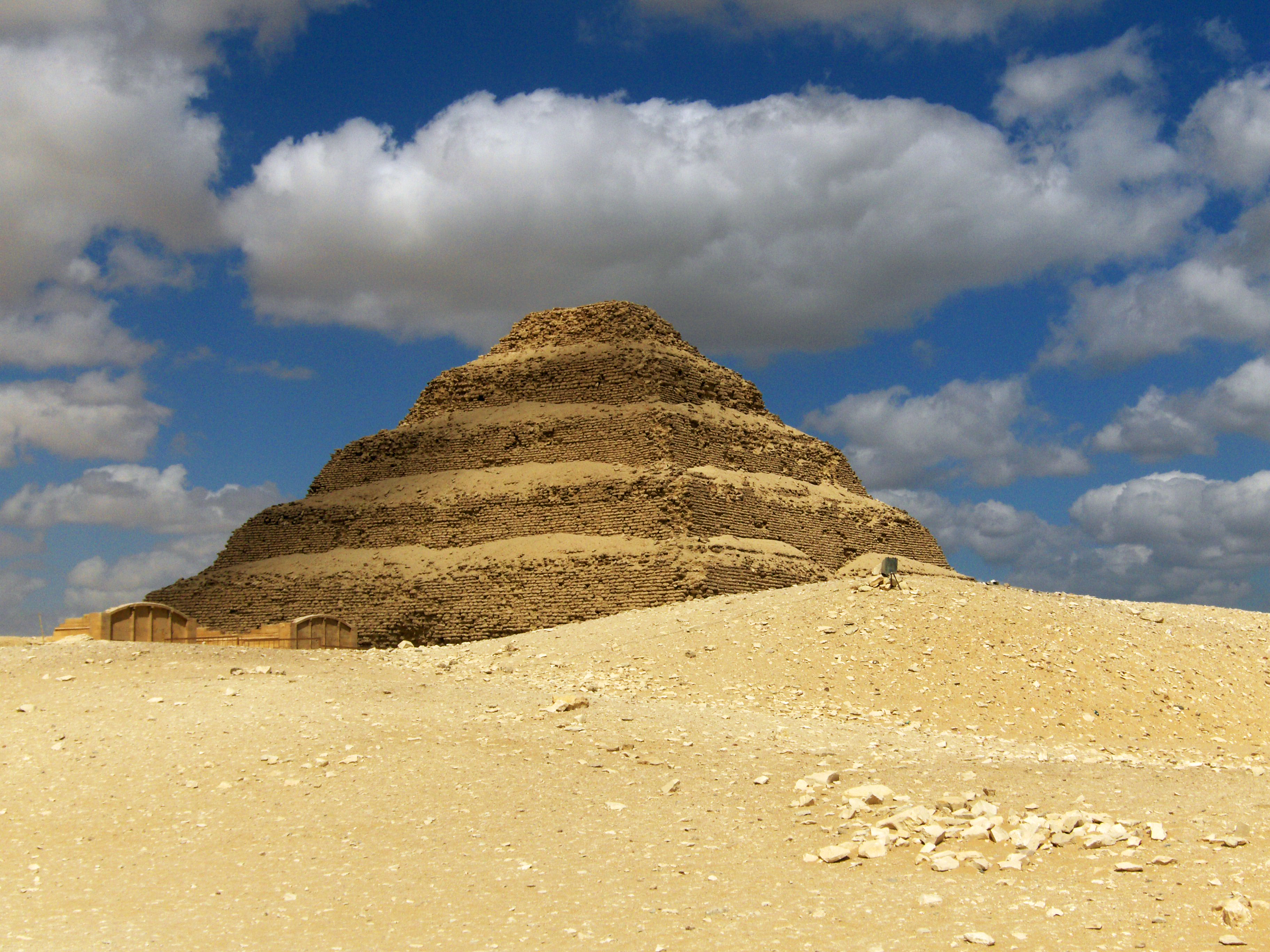
Піраміда Джосера у Саккарі
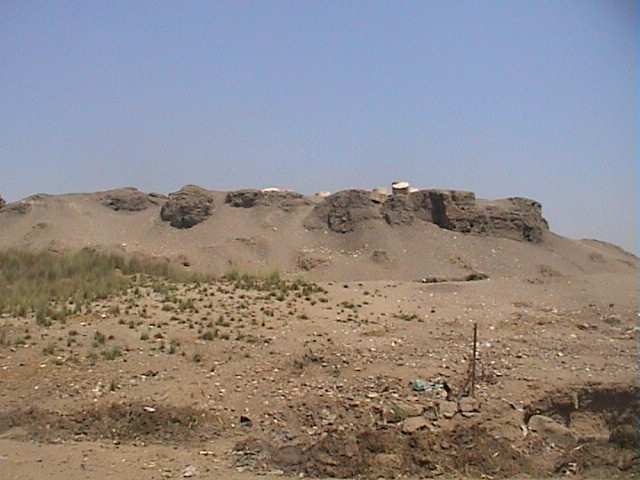
Краєвид Мемфіса
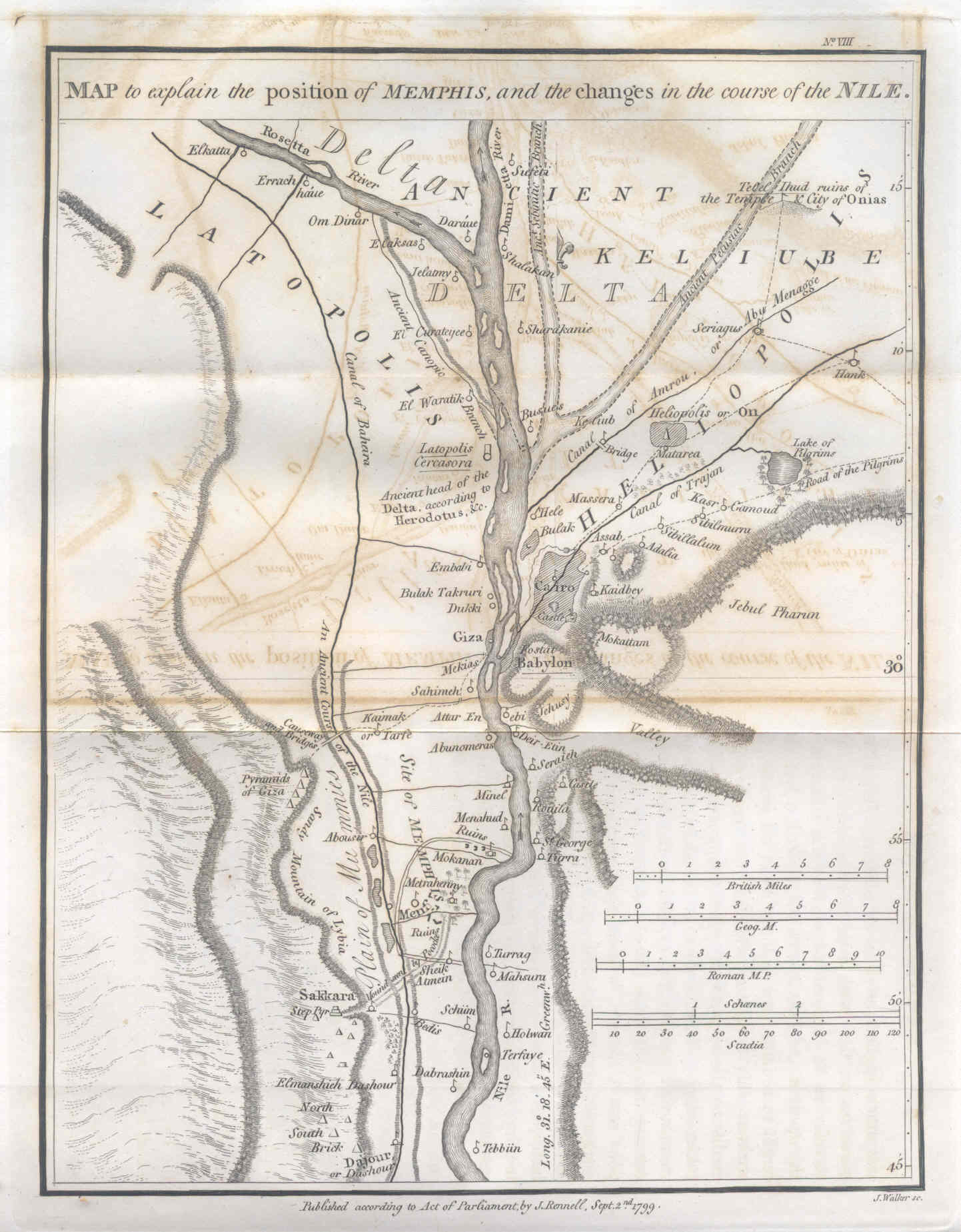
Мапа
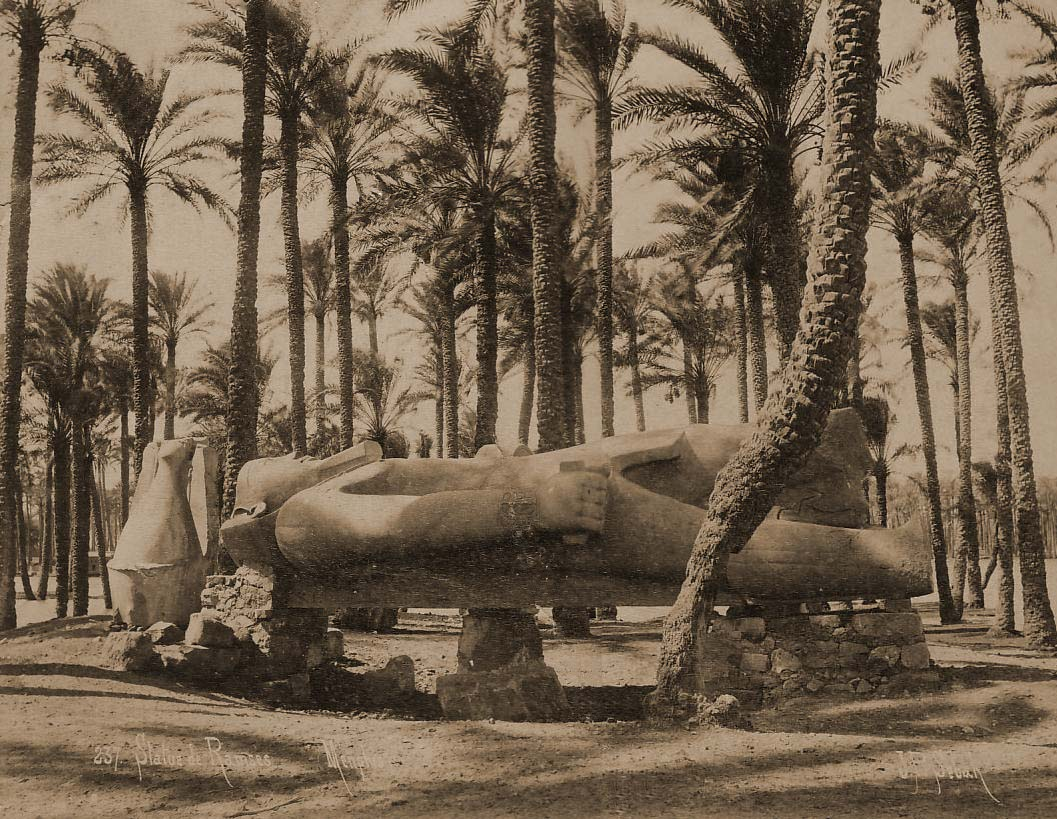
Старе фото, статуя Рамзеса